# Katheterismus
Als Katheterismus bezeichnet man in der Urologie die Anwendung eines Blasenkatheters. Man unterscheidet den Fremd- und Selbstkatheterismus. Beim Fremdkatheterismus wird der Katheter von einer dritten Person, in der Regel einer Pflegefachkraft oder besonders geschulten Angehörigen, gelegt, während der Betroffene beim Selbstkatheterismus den Katheter selbst einführt (siehe Intermittierender Selbstkatheterismus).

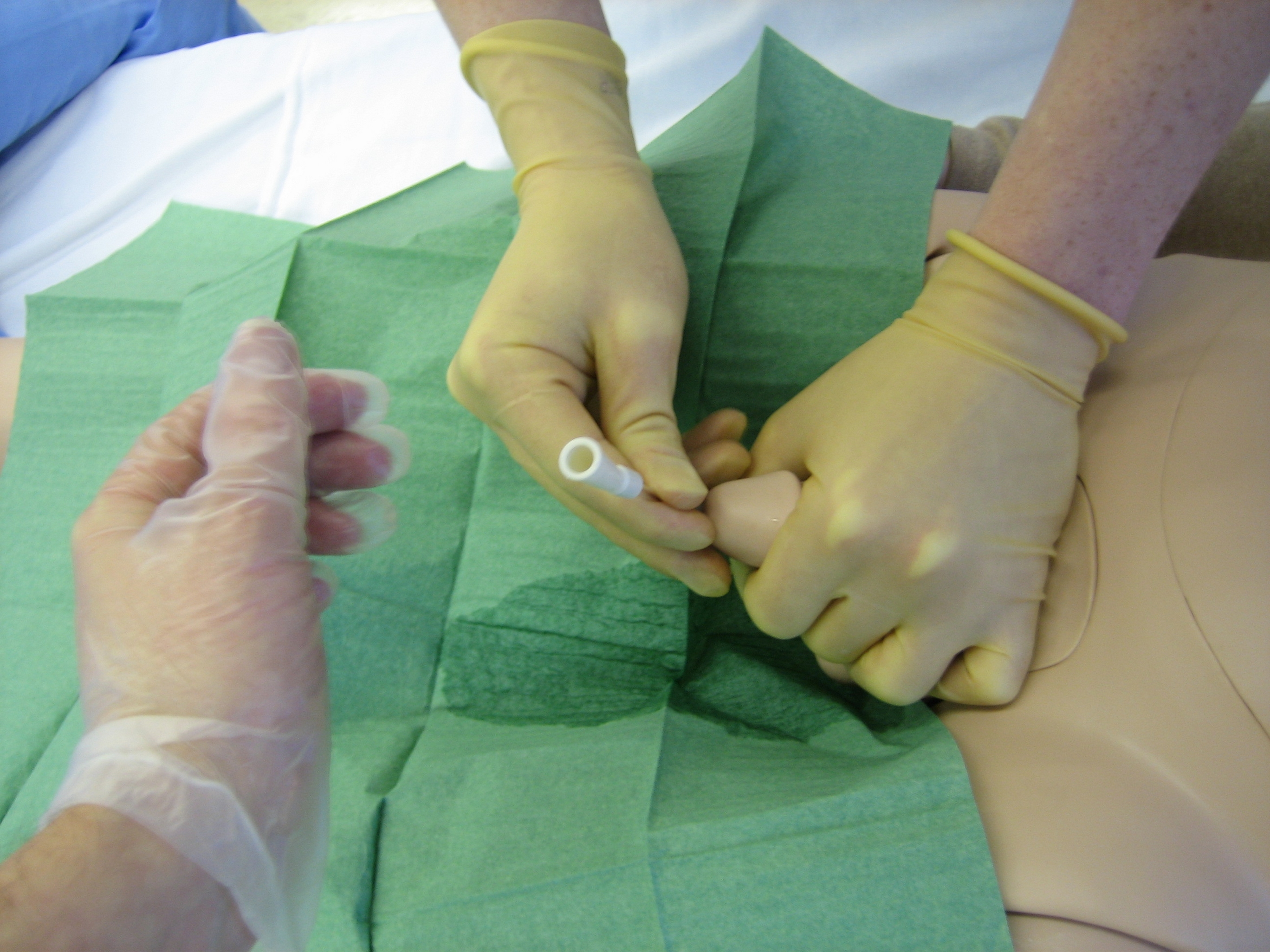
Legen eines Blasenkatheters bei einem Phantom

Der Begriff Katheterisierung kann synonym gebraucht werden, steht aber auch allgemein für das Einführen eines medizinischen Katheters, beispielsweise bei der Herzkatheteruntersuchung und bei ähnlichen anderen minimalinvasiven Eingriffen oder eines Venenkatheters.

## Indikationen

### Transurethrale Verweilkatheter
- Bei Blasenentleerungsstörungen mit hohen Restharnmengen oder Harnverhaltung
- Zur vorübergehenden Harnableitung im Rahmen von Operationen und/oder intensivmedizinischen Maßnahmen
- Bei notwendiger Bilanzierung der Harnausscheidung und Überwachung der Nierenfunktion
- Zur Blasenspülung bei Makrohämaturie und nach transurethralen Operationen der Harnblase und Prostata
- Zur Ausräumung einer Blasentamponade
- Bei schweren Infektionen der oberen Harnwege wie zum Beispiel Nierenbeckenentzündungen zur vorübergehenden Harnableitung
- Als Dauerableitung bei mit anderen Mitteln nicht beherrschbarer Harninkontinenz (strenge Indikationsstellung)

### Suprapubische Blasenkatheter
- Bei Blasenentleerungsstörungen mit hohen Restharnmengen
- Bei Harnverhalt wenn ein transurethraler Katheterismus nicht möglich ist
- Bei Infektionen der Prostata (Prostatitis) und Nebenhoden (Epididymitis)
- Zur vorübergehenden Harnableitung im Rahmen von Operationen und/oder intensivmedizinischen Maßnahmen
- Zur dauerhaften Harnableitung

### Transurethrale Einmalkatheter
- Zur Uringewinnung für bakteriologische Untersuchungen. Hier insbesondere bei Frauen, da eine Gewinnung von Mittelstrahlurin aufgrund der anatomischen Besonderheiten nicht aussagekräftig ist (Keime der Vaginalflora gelangen mit in den Urin)
- Im Rahmen der Diagnostik der unteren Harnwege zur Applikation von Kontrastmittel in die Harnblase, bei Blasendruckmessungen mit speziellen Messkathetern
- Zur Instillationsbehandlung mit Chemotherapeutika zur Nachbehandlung des Blasenkrebses
- Als intermittierender Selbstkatheterismus oder Fremdkatheterismus vor allem bei neurogenen Blasenentleerungsstörungen, die anderweitig nicht therapiert werden können

## Technik des Katheterismus
Grundsätzlich gilt für alle Techniken die Beachtung der Sterilität. Jeder Blasenkatheter muss unter sterilen Bedingungen gelegt werden, um eine Keimverschleppung in die Harnblase zu vermeiden. Hierzu werden die Harnröhrenmündung und das umliegende Gewebe desinfiziert, bei suprapubischen Blasenkathetern die Einstichstelle und deren Umgebung.

### Einmalkatheterismus

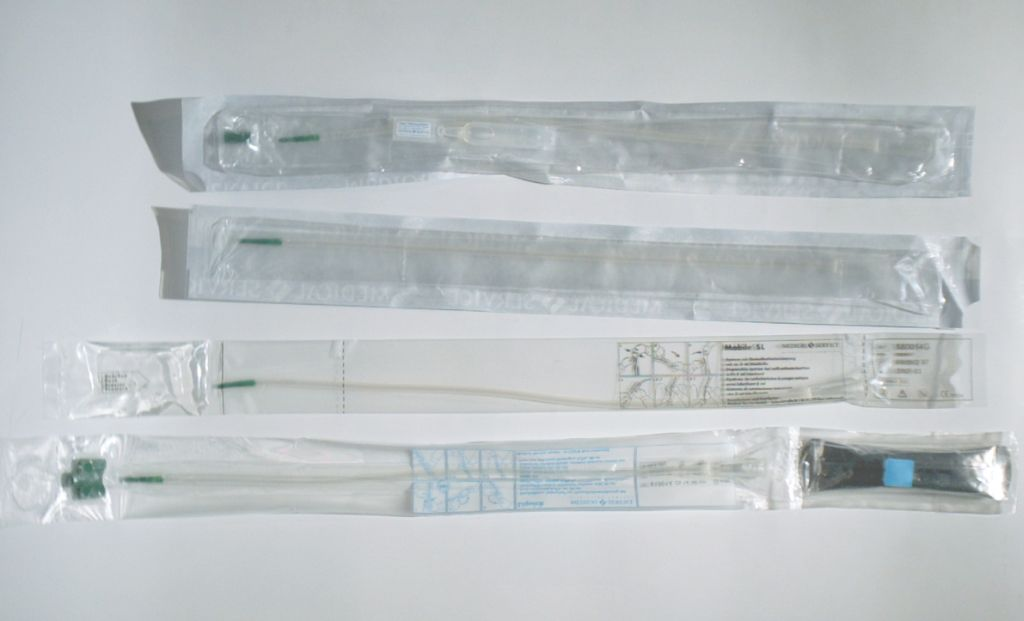
Verschiedene Einmalkatheter

Unter Einmalkatheterismus versteht man das einmalige, kurzfristige Einbringen eines transurethralen Katheters in die Harnblase. Dieses Verfahren wird zur Uringewinnung, zur einmaligen Blasenentleerung bei Harnverhalten, zum Einbringen (Instillation) von Medikamenten oder Kontrastmittel in die Harnblase sowie zur Messung und Füllung der Harnblase bei speziellen urologischen Untersuchungen wie der Blasendruckmessung angewandt.
Hierzu wird zunächst, nach Desinfektion, ein Gleitgel in die Harnröhre gespritzt und anschließend der Katheter steril eingelegt. Dieser Kathetertyp ist nicht blockbar und wird unmittelbar nach der Anwendung entfernt.

### Intermittierender Selbstkatheterismus (ISK)
Der intermittierende Selbstkatheterismus dient vor allem der Behandlung von neurogenen Blasenentleerungsstörungen. Hierzu wird vom Patienten unter fachlicher Anleitung der Selbstkatheterismus erlernt. Herkömmliche Einmalkatheter sind hierfür ungeeignet, da sie bei regelmäßiger Anwendung zu einer Traumatisierung der Harnröhre führen können. Hierfür stehen spezielle, weitestgehend atraumatische Einmalkatheter zur Verfügung. Diese Katheter sind mit einer besonderen abgerundeten Spitze und abgerundeten Ablaufaugen ausgestattet. Zusätzlich besitzen sie durch eine spezielle Beschichtung eine erhöhte Gleitfähigkeit. Bei einigen Beschichtungen ist statt eines Gleitgels auch die Benetzung mit einer sterilen Kochsalzlösung möglich, bei der die Beschichtung eine gelartige Konsistenz entwickelt. Für den mobilen Gebrauch stehen spezielle Sets zur Verfügung, bei denen das Gleitmittel und zum Teil ein Auffangbeutel in die sterile Verpackung integriert sind.
Diese Katheter können ohne Berührung aseptisch aus ihrer Verpackung heraus eingeführt werden, so dass sterile Handschuhe nicht notwendig sind.

### Transurethraler Dauerkatheterismus
Das Anlegen gleicht dem Einmalkatheterismus. Zusätzlich wird hier der Ballon im vorderen Teil des Katheters gefüllt (auch: geblockt). Hierbei ist zu beachten, dass es zu einem allmählichen Entweichen von Blockungsflüssigkeit, auch bei intaktem Blockungsventil, durch Diffusion kommen kann. Dieser Flüssigkeitsverlust hängt in erster Linie von der Temperatur sowie von hydrostatischen und osmotischen Druckgradienten ab. Steriles destilliertes Wasser oder eine isotonische Kochsalzlösung sind keine geeigneten Blockflüssigkeiten. Zur Befüllung für die Langzeitanwendung ist die Verwendung einer 5-prozentigen Kochsalzlösung oder einer 10-prozentigen Glycerinlösung geeignet, da hier nicht mit einer Verstopfung des Blockkanals durch Auskristallisation gerechnet werden muss und eine kathetermaterialunabhängige Abdichtung der Ballonporen mit dem vergleichsweise geringsten Flüssigkeitsverlust gewährleistet ist. Sterile Glucoselösungen oder hochprozentige Kochsalzlösungen können den Blockkanal durch Auskristallisation verstopfen. Bei der Verwendung einer Kochsalzlösung von 10-prozentig und mehr kommt es zu einer Volumenzunahme im Ballon.
Bei der Katheterentfernung wird dieser zuerst entblockt. Mit zunehmender Liegedauer eines transurethralen Dauerkatheters verliert das Material des Ballons seine Elastizität. Die daraus resultierende Falten- und Wulstbildung nach dem vollständigen Abziehen der Blockflüssigkeit kann bei Entfernung zu Mikroverletzungen der Harnröhre führen. Verstärkt wird diese Gefahr durch Inkrustationen am Katheter durch Auskristallisation von Urinbestandteilen. Zur Vermeidung dieser Verletzungen wird gelegentlich der Ballon nach vollständiger Entleerung erneut mit 2–5 ml Flüssigkeit gefüllt, um so die Falten- und Wulstbildung weitestgehend zu minimieren. Der leicht gefüllte Ballon vergrößert den Außendurchmesser des Katheters nur minimal, reduziert aber durch die glattere Oberfläche diese Komplikationen. Dieses Prinzip lässt sich auch auf suprapubische Verweilkatheter mit Ballon anwenden.

### Suprapubischer Katheterismus
Im Gegensatz zu den oben genannten Techniken wird der Katheter hier nicht über einen natürlichen Weg angelegt, sondern (von außen nach innen) durch die Bauchdecke. Hierzu wird die Harnblase über einen transurethralen Katheter gefüllt und die Füllung mittels Sonografie beurteilt. Bei ausreichender Blasenfüllung wird ca. zwei Finger breit oberhalb des Schambeins eine örtliche Betäubung eingespritzt. Dabei wird die Nadel unter wiederholter Aspiration bis zur Blase vorgeschoben, und zwar, bis Urin aspiriert werden kann. Dann wird die Haut an der Einstichstelle mit einem Skalpell auf 5–10 mm Länge eingeschnitten und der Katheter über eine Hohlnadel in die Blase gestochen. Sobald sich Urin entleert, wird der Katheter weiter vorgeschoben und die Nadel zurückgezogen. Die Hohlnadel ist mit zwei längs angeordneten Sollbruchstellen versehen und wird nun geteilt und entfernt. Der Katheter muss nun entweder mittels einer Hautnaht oder über einen Ballon fixiert werden. Zum Abschluss wird die Einstichstelle steril verbunden.

### Pflege eines suprapubischen und transurethralen Verweilkatheters
Jeder Blasenkatheter, ob suprapubisch oder transurethral, führt nach wenigen Tagen zu einer Keimbesiedlung der Harnblase. Dies ist nicht vermeidbar. Zur Verminderung der Keimbesiedlung sollte jeder Katheter täglich mit einem schleimhautneutralen Desinfektionsmittel gereinigt werden. Bei suprapubischen Kathetern ist ein Verbandwechsel unter sterilen Kautelen an der Einstichstelle alle zwei Tage notwendig.
Aufgrund der Keimbesiedlung ist ein unbegrenztes Verweilen des Blasenkatheters nicht möglich. Da jedoch jede Manipulation und somit auch jeder Wechsel selbst Infektionsgefahr bieten, sollen feste Wechselintervalle möglichst vermieden werden. Stattdessen sollte die Liegedauer des Katheters stets so kurz wie möglich gehalten und die Indikation engmaschig ärztlich überprüft werden.

## Probleme und Komplikationen
- Infektionen der Harnblase
- Bakterielle Besiedlung des Katheters (Biofilm)
- Inkrustation des Katheters (Kristallisation von Urinbestandteilen, kann zum Verschluss führen)
- Nierenbeckenentzündungen
- Mikroverletzungen der Harnröhre mit narbigen Harnröhrenengen
- Starke Verletzung der Harnröhre wie Perforation und Bildung eines falschen Weges, sogenannte via falsa
- Verletzung des Darmes bei Anlage eines suprapubischen Katheters
- Blutung
- Verlust von Flüssigkeit aus dem Ballon
- Allergische Reaktionen bei Latexkathetern
- Blasenkrämpfe durch den Fremdkörper

Bei längeren Katheterisierungszeiträumen (>7 Tage) sind Katheter aus Silikon zu bevorzugen, da hier im Gegensatz zu Latex keine Verhärtung des Materials auftritt und es seltener zu Irritationen kommt. Ferner gibt es Katheter mit zusätzlichen Beschichtungen, die Biofilmbildung und Inkrustation entgegenwirken. Wenn möglich, sollte grundsätzlich auf Dauerkatheter als definitive Harnableitung verzichtet werden. Windeln oder Vorlagen sind bei entsprechender Hautpflege und genügender Wechselfrequenz vorzuziehen, sofern eine weitgehend restharnfreie Spontanentleerung gewährleistet ist. Bei höheren Restharnwerten ist ein wiederholter Einmalkatheterismus oder Selbstkatheterismus geeignet, die gefürchteten Infektionen der oberen Harnwege zu vermeiden. Durch reichliche Flüssigkeitszufuhr und Ansäuerung des Urins mit Medikamenten lassen sich diese Probleme verringern.
Bei Rückenmarksverletzungen werden transurethrale Blasenkatheter in aller Regel nicht mehr zur dauerhaften Harnableitung verwendet, sondern stattdessen suprapubische Blasenkatheter, der intermittierende Einmalkatheterismus oder Kondomurinale angewandt.
Bei Rückenmarksverletzten mit spastischer Blasenlähmung wurde bisher auch oft der Blasenschließmuskel chirurgisch gekerbt oder sogar reseziert. Eine derartige Kerbung muss möglicherweise wegen Vernarbung wiederholt werden.

## Alternative Harnableitung
Als alternative Inkontinenzversorgung kann bei Männern die Harnableitung über ein Kondomurinal erfolgen. In einer Studie an 75 Männern verglichen Mediziner der University of Michigan Medical School beide Methoden und stellten fest, dass die zur Langzeitversorgung geeigneten Silikonkondomurinale, die bis zu 48 Stunden getragen werden können, von den Patienten besser vertragen und akzeptiert werden als die oft als schmerzhaft wahrgenommene Behandlung mit dem Blasenkatheter. Das Risiko von Blasenentzündungen und Harnwegsinfektionen ist dabei für Männer ohne dementielle Erkrankungen um 80 % geringer.